# يوفهين بودنيك
يوفهين بودنيك (بالأوكرانية: Буднік Євген Віталійович)‏ (4 سبتمبر 1990 بلوتسك في أوكرانيا - ) هو لاعب كرة قدم أوكراني في مركز الوسط. شارك مع منتخب أوكرانيا تحت 21 سنة لكرة القدم. أما مع النوادي، فقد لعب مع نادي سلوفان ليبيريتس ونادي فورسكلا بولتافا ونادي ميتاليست خاركيف وFC Stal Kamianske ‏ وFC Arsenal Kharkiv ‏.

## وصلات خارجية
- يوفهين بودنيك على موقع اتحاد أوكرانيا (الإنجليزية)
- يوفهين بودنيك على موقع قاعدة بيانات كرة القدم.إي يو (الإنجليزية)
- يوفهين بودنيك على موقع Soccerway.com (الإنجليزية)
- يوفهين بودنيك على موقع عالم كرة القدم.نت (الإنجليزية)